# Idrografia del Biellese
L'idrografia del Biellese, ovvero la distribuzione delle acque superficiali nella provincia di Biella, ricade quasi totalmente nei due bacini del Cervo e del Sessera, entrambi affluenti della Sesia.
Alcune aree del Biellese sud-occidentale sono invece tributarie della Dora Baltea; in questa zona si trova anche il maggiore specchio d'acqua naturale della provincia, il Lago di Viverone.
Ai corpi idrici naturali si aggiungono in pianura vari canali irrigui costruiti principalmente a supporto della risicoltura ed alcuni invasi realizzati nella fascia pedemontana.
Oltre che per l'irrigazione le acque superficiali vengono utilizzate nel Biellese anche a servizio delle numerose industrie della zona ed a scopo idropotabile, perché l'area è densamente abitata e la captazione di acque sotterranee non è sufficiente.
Limitatissimo è invece l'uso idroelettrico, che risulta sostanzialmente confinato in Valsessera.
I torrenti del Biellese possono essere soggetti a piene anche rovinose che hanno provocato nel corso del tempo numerosi danni a cose e persone.

## Paleogeografia
Prima della formazione della serra e più in generale dell'anfiteatro morenico di Ivrea, deposti allo sbocco della Valle d'Aosta nel corso delle ultime glaciazioni, il reticolo idrografico dell'area che oggi costituisce la Provincia di Biella doveva essere completamente diverso da quello attuale.
Dalle ricerche paleogeografiche (in particolare dei geologi Francesco Carraro e Franco Gianotti) emerge infatti come anticamente il Cervo, dopo essere uscito dell'omonima vallata alpina, si dirigesse decisamente verso sud per confluire nella Dora Baltea pressappoco dove oggi sorge Verrone.
L'antico corso della Dora era invece spostato nettamente più a nord-est dell'attuale.
In questa ricostruzione anche l'Oropa e l'Elvo andavano probabilmente a confluire direttamente nella Dora correndo paralleli al Cervo per un lungo tratto di pianura.
Anche il piccolo bacino della Viona sarebbe stato un affluente di primo ordine della Dora Baltea ma il suo corso, invece che deviare verso est, lo avrebbe invece portato a raggiungere la Dora non troppo lontano da Ivrea.
La deposizione dell'enorme apparato morenico della Serra e di coltri sedimentarie a est della stessa cambiarono però questa configurazione e deviarono progressivamente verso oriente il corso del Cervo portandolo infine a confluire nel Sesia. I sedimenti trasportati dal Ghiacciaio Balteo sbarrarono inoltre la strada verso la Dora agli attuali affluenti di destra del Cervo stesso convogliando così anche le loro acque verso il bacino del Sesia.
Questo complesso riallineamento del reticolo idrografico lasciò come residuo molti dei depositi sedimentari rinvenibili fino a quota 800 m s.l.m. ai piedi delle montagne biellesi nonché le baragge, che rappresenterebbero quanto rimane delle aree di pianura presenti in quell'antico passato.
La profonda incisione nel substrato roccioso prodotta dall'antico corso del Cervo e che si conserva al di sotto dell'attuale coltre sedimentaria presenta oggi una notevole importanza per gli acquiferi in essa contenuti, potenzialmente sfruttabili per uso idropotabile.

## I torrenti
Tra i torrenti principali della provincia di Biella 14 appartengono al bacino del Cervo mentre solo 2 confluiscono nel Sessera. La loro gerarchia può essere evidenziata con una visualizzazione ad albero, dove i torrenti vengono indicati come rami secondari di un albero il cui fusto rappresenta il corso d'acqua principale. Ad esempio il Chiebbia è affluente del Quargnasca, il quale a sua volta confluisce nello Strona di Mosso, tributario del Cervo.
Nella seguente lista tra parentesi è indicato se il torrente confluisce nel proprio corso d'acqua principale da destra (d) o da sinistra (s), e qual è la sua lunghezza in km.
Bacino del Sessera
- Sessera (s; 35,46 km)[9]
  - Ponzone (d; 10,00 km)[9]
  - Strona di Postua (s; 14,13 km)[9]

Bacino del Cervo
- Cervo (s; 65,48 km)[9]
  - Oropa (d; 13,49 km)[9]
  - Strona di Mosso (s; 26,81 km)[9]
    - Quargnasca (d; 12,54 km)[9]
      - Chiebbia (d; 12,11 km)[9]

  - Ostola (s; 23,51 km)[9]
    - Bisingana (s; 14,70 km)[9]

  - Guarabione (s; 20,47 km)[9]
  - Rovasenda (s; 37,83 km)[9]
  - Marchiazza (s; 34,67 km)[9]
  - Elvo (d; 58,46 km)[9]
    - Ingagna (d; 18,50 km)[10]
      - Viona (d; 16,50 km)[10]

    - Oremo (s; 16,21 km)[9]
    - Olobbia (d; 15,22 km)[9]

### Regime idrologico
I corsi d'acqua del Biellese hanno quasi tutti un regime tipicamente prealpino con piene autunnali e primaverili e marcatissime magre estive e invernali.
L'apporto idrico fornito dallo scioglimento dell'accumulo nevoso invernale (spesso abbondante nelle alte valli del Cervo o del Sessera) si esaurisce relativamente in fretta nel corso della primavera a causa della minore quota raggiunta dalle Alpi Biellesi rispetto agli altri gruppi montuosi piemontesi.
In caso di precipitazioni violente i torrenti della zona sono soggetti ad imponenti piene che in passato hanno causato gravissimi danni alle persone e agli edifici.
Il regime idrico del tratto di pianura di questi corsi d'acqua è poi alterato, sia quantitativamente sia come distribuzione delle portate nel tempo, dal prelievo operato dai canali irrigui e dalla restituzione delle acque residuate dall'irrigazione, in particolare di quelle servite per la sommersione primaverile ed estiva delle risaie.

### Eventi alluvionali
Dai dati sulle precipitazioni dell'area biellese emerge che il regime pluviometrico prevalente è di tipo alpino esposto alla pianura, nel quale le precipitazioni sono più abbondanti di quelle che interessano le zone interne della catena alpina.
Nei bacini del Sesia e del Cervo si toccano le massime precipitazioni medie annuali della regione padana (anche più di 2.000 mm/anno) e le massime intensità di pioggia. Tutto ciò porta al formarsi di piene con portate che possono diventare imponenti anche a causa della scarsa permeabilità dei terreni posti alla testata delle valli.
Talvolta queste ondate di piena portano all'esondazione dei corsi d'acqua con il conseguente allagamento delle zone circostanti. Tra i molti eventi di questo tipo quello più catastrofico degli ultimi 100 anni si verificò nel 1968; i danni più ingenti furono localizzati sull'asta fluviale dello Strona di Mosso. 
Sabato 2 novembre 1968 a Trivero caddero 180,6 mm di pioggia e il giorno successivo ben 305,6 mm. L'impatto sul territorio di questi valori, già di per sé elevatissimi, fu poi aggravato dal fatto che la pioggia, invece che essere distribuita uniformemente nel corso delle due giornate, si concentrò nella notte a cavallo tra sabato e domenica.
Nella sola Valstrona l'alluvione causò 58 morti e più di cento feriti.
Centinaia di abitazioni furono totalmente distrutte o gravemente danneggiate e la stessa sorte subirono numerosi stabilimenti industriali. Molte aziende dovettero quindi ricorrere alla cassa integrazione, che arrivò ad interessare circa 13.000 lavoratori.
Anche al di fuori della Valle Strona i torrenti in piena spazzarono via ponti e strade ed allagarono vaste estensioni di territorio; frane e smottamenti coinvolsero gran parte del Biellese ed in particolare il bacino del Sessera. Qui, nei pressi dell'abitato di Ponzone (Trivero), un'enorme frana riversò sulle fabbriche del luogo buona parte di una collina (Il Trucco), e la strage fu evitata solo perché gli stabilimenti erano chiusi a causa della giornata festiva.
La tabella che segue riporta le portate di alcuni corsi d'acqua rilevate il 2 novembre 1968, portate che per le stazioni di misura elencate nel 2002 rappresentavano ancora il dato più elevato delle serie storiche disponibili.
| Torrente e sezione             | Sup.sottesa (km²) | Portata massima (m³/s) | Portata specifica massima (m³/s/km²) |
| ------------------------------ | ----------------- | ---------------------- | ------------------------------------ |
| Sessera a Coggiola             | 98                | 932                    | 9,51                                 |
| Ponzone confluenza Sessera     | 18,6              | 267                    | 14,35                                |
| Chiebbia a Vigliano            | 10,2              | 86                     | 8,43                                 |
| Quargnasca confluenza Chiebbia | 28,6              | 390                    | 13,64                                |
| Strona di Mosso a Vallemosso   | 32                | 704                    | 22                                   |
| Strona di Mosso a Cossato      | 39                | 772                    | 19,79                                |

Quello del 1968 non fu un evento isolato e numerose altre ondate di piena hanno causato nel corso del tempo eventi alluvionali sul territorio biellese.
Tra quelli più considerevoli dell'ultimo secolo si possono ricordare:
- maggio 1923: una piena del Cervo provoca gravi danni a Piedicavallo e a Rosazza;[4]
- novembre 1951: diffuse esondazioni in tutta l'area biellese ed in particolare in Valle Cervo;[13]
- ottobre e novembre 1976: numerosi dissesti provocati in particolare dalle esondazioni di Olobbia, Elvo, Oremo e Quargnasca;[4]
- settembre 1981: alluvione nell'alta Valle Cervo con danni causati in prevalenza dalla rete idrografica minore;[4]
- aprile 1986: una grossa frana blocca la ex SS 232 nei pressi di Valle Mosso;[13]
- settembre 1993: dopo 36 ore di maltempo, una piena del Cervo fa crollare il ponte della tangenziale. Non ci sono vittime grazie a un cantoniere che si accorge del disastro imminente e fa chiudere il ponte mezz'ora prima del crollo.[15]
- giugno 2002: intense precipitazioni causano frane ed esondazioni nei bacini del Biellese occidentale; i danni più gravi si registrano nell'alta valle del Cervo, mentre nella conca di Oropa una frana distrugge un lungo tratto della strada di accesso alla Galleria Rosazza.[16]
- ottobre 2020: l'evento alluvionale colpisce principalmente la Valle Strona di Mosso e la Valsessera, con danni molto ingenti specialmente alla viabilità.[17]

## I laghi
Nella parte collinare e montana del Biellese sono presenti numerosi laghi, in genere di dimensioni medio-piccole fatta eccezione per il Lago di Viverone. Quest'ultimo, con una superficie di quasi 6 km², è infatti per estensione il terzo lago del Piemonte e rappresenta un importante polo turistico con numerose strutture ricettive e ricreative che sorgono sulle sue rive.
Il lago si trova ai confini con la Provincia di Torino (circa 1/6 della sua superficie ricade infatti nel comune di Azeglio); una linea pubblica di navigazione collega i principali centri abitati della costa.
I laghi del Biellese possono essere raggruppati in base all'evento responsabile alla loro formazione in laghi di origine glaciale, laghi intermorenici e laghi artificiali. Per i laghi di ognuno di questi gruppi sono indicate tra parentesi la quota altimetrica dello specchio d'acqua, l'emissario (dove questo è presente ed è sufficientemente significativo) e, quando disponibile, l'area del lago; i tre elenchi non sono esaustivi e non comprendono numerosi laghetti di piccole dimensioni e di importanza esclusivamente locale.

### Laghi di origine glaciale
Sono situati nella fascia montana della provincia e occupano le piccole conche lasciate dai ghiacciai di circo presenti sulle Alpi Biellesi durante gli episodi glaciali del Pleistocene medio e superiore. Si tratta di laghi di piccole dimensioni situati a quote superiori ai 1800 m s.l.m., spesso meta di itinerari escursionistici.
I principali laghi di questa tipologia sono: 
- Lago della Vecchia (1858 m, Cervo,[11] 0,06 km²[21])
- Lago del Mucrone (1894 m, Oropa,[11] 0,02 km²[21])
- Laghetti del Sessera o del Monte Bo (1956 m, Sessera[19])
- Lago della Lace (1920 m, Rio della Lace - Elvo[19])
- Lago Pasci o del Mombarone (2058 m, Viona[19])

### Laghi intermorenici
Si situano in avvallamenti compresi tra i cordoni morenici abbandonati nel corso degli episodi di avanzata e di ritiro dell'enorme ghiacciaio che nel Pleistocene percorreva la valle della Dora Baltea. Sono a volte privi di emissario e, quando questo esiste, si attiva solo in caso di piene eccezionali.
Attorno a questi laghi sono stati ritrovati resti riferibili a villaggi palafitticoli risalenti alla preistoria.
In particolare nei pressi del Lago di Bertignano sono stati rinvenuti i resti di un villaggio dell'età del bronzo e due antiche piroghe monossili, ovvero costruite a partire da un unico fusto arboreo; le imbarcazioni sono conservate Museo di Antichità di Torino. Anche sulle coste del Lago di Viverone le indagini della Soprintendenza Archeologica del Piemonte hanno individuato la presenza di importanti siti preistorici.
Gli specchi d'acqua di questo tipo presenti nel Biellese sono:
- Lago di Viverone (230 m,[11] 5,72 km²[20])
- Lago di Bertignano (377 m,[11] 0,09 km²[21])
- Lago di Prè (690 m[19])
- Lago Bosi o di Roppolo (375 m[19])

### Laghi artificiali
Sono formati da dighe che sbarrano un corso d'acqua; la maggior parte di questi bacini è stata creata nella fascia collinare per accumulare l'acqua necessaria ad irrigare durante l'estate le risaie delle sottostanti pianure.
Le acque di alcuni di questi invasi hanno però oggi un uso promiscuo e vengono anche utilizzate a scopo idropotabile, energetico o industriale. In particolare l'invaso di Ponte Vittorio, la cui realizzazione risale al 1953, è stato creato a servizio delle numerose utenze industriali della Valle Strona di Mosso.
I principali invasi artificiali della provincia sono:
- Lago dell'Ingagna o di Mongrando (365 m, Ingagna,[11] 0,42 km²[21])
- Lago delle Piane o di Masserano (325 m, Ostola,[11] 0,43 km²[21])
- Lago di Ponte Vittorio o di Camandona (692 m, Strona di Mosso,[11] 0,04 km²[21])
- Lago Ravasanella (325 m, Riale Ravasanella - Rovasenda,[11] 0,31 km²[21])
- Lago delle Mischie o delle Miste (904 m, Sessera,[11] 0,13 km²[26])

## I canali
La pianura biellese è attraversata da numerose rogge e canali di irrigazione come ad esempio la Roggia di Buronzo, che nasce da una derivazione in sinistra idrografica del Cervo nei pressi di Castelletto Cervo e ad esso ritorna più a valle, ormai in provincia di Vercelli. Questi canali sono stati in genere costruiti a servizio della risicoltura, che si concentra soprattutto nella zona a sud-orientale della provincia. La zona sulla destra idrografica del Cervo è servita da vari canali tra i quali la Roggia Massa di Serravalle, che nasce a Cerrione dall'Elvo e che, attraversato il comune di Salussola, confluisce nella Roggia Marchesa. Quest'ultima si origina invece dal Cervo confluendo nel torrente stesso più a valle, non lontano da Villanova Biellese. Dalla zona di Cerrione partono anche la Roggia Madama e la Roggia Molinara, che scendono poi nella pianura sottostante disperdendosi in numerosi rami minori. Nell'area meridionale del Biellese transita infine il Canale Vanoni, un'importante derivazione del Canale Depretis completata nel 1958 per distribuire l'acqua della Dora Baltea nella parte bassa del comprensorio risicolo.
In alcuni casi è difficile distinguere tra un corso d'acqua naturale ed un canale come si verifica ad esempio nel caso della Roggia Drumma e dell'Ottina, che raccolgono le acque provenienti dalle baragge di Candelo e di Benna e scendono poi verso il Cervo con un andamento semi-naturale. Da secoli attraverso a questo sistema di canali avviene un trasferimento al Biellese e al Vercellese di risorse idriche provenienti dalla Dora Baltea, la cui portata rimane consistente anche durante l'estate grazie al contributo fornito dai nevai e dai ghiacciai valdaostani.
Vari canali artificiali sono presenti anche nell'area collinare della provincia, anche se con portate e dimensioni molto minori rispetto a quelli della pianura. Tra questi hanno avuto in passato una notevole importanza storico-urbanistica la Roggia del Piano e la Roggia del Piazzo, due derivazioni ad uso promiscuo del Torrente Oropa che servivano la città di Biella.
La Roggia del Piazzo è in particolare una delle più antiche opere pubbliche del Biellese; nacque infatti insieme all'omonimo quartiere attorno al 1160 e il costo della sua costruzione fu ripartito tra il vescovo Uguccione e la città di Biella.
Oltre ai canali realizzati a scopo irriguo sono presenti nel Biellese alcune derivazioni a scopo idroelettrico, concentrate in particolare in Val Sessera e che alimentano piccoli impianti per la produzione di energia elettrica al servizio di stabilimenti industriali del luogo.

## I bacini idrografici
Il territorio Biellese è quasi del tutto compreso nei due bacini del Cervo e del Sessera, entrambi affluenti in destra orografica del Fiume Sesia. La parte più a valle di entrambi i bacini ricade però in provincia di Vercelli, e anche la confluenza nel Cervo di molti dei suoi principali affluenti avviene nella pianura vercellese. Alcune aree del Biellese sud-occidentale sconfinano invece nel bacino della Dora Baltea; questo avviene nella zona della Serra e nelle pianure attorno a Cavaglià.
La tabella che segue riporta una serie di dati relativi ai bacini idrografici dei principali torrenti biellesi, tratti dal Piano di Tutela delle Acque adottato dalla Regione Piemonte.
| Torrente         | Area bacino (km²) | Perimetro bacino (km) | Portata media (l/s) | Portata specifica media (l/s/km²) | Afflusso annuo (mm) | Coefficiente di deflusso |
| ---------------- | ----------------- | --------------------- | ------------------- | --------------------------------- | ------------------- | ------------------------ |
| Oropa            | 25,3              | 27                    | 1200                | 47,48                             | 1777                | 0,84                     |
| Strona di Postua | 37,8              | 32                    | 1670                | 44,07                             | 1750                | 0,79                     |
| Sessera          | 189,3             | 69                    | 7510                | 39,68                             | 1616                | 0,77                     |
| Ingagna          | 103,6             | 45                    | 3400                | 33,03                             | 1441                | 0,72                     |
| Oremo            | 28,3              | 32                    | 860                 | 30,52                             | 1456                | 0,66                     |
| Ponzone          | 18,7              | 20                    | 560                 | 29,84                             | 1422                | 0,66                     |
| Viona            | 20,2              | 35                    | 500                 | 26,6                              | 1249                | 0,67                     |
| Elvo             | 300,0             | 107                   | 6830                | 22,77                             | 1243                | 0,58                     |
| Bisingana        | 24,7              | 27                    | 540                 | 21,85                             | 1251                | 0,55                     |
| Cervo            | 1024,4            | 152                   | 21910               | 21,39                             | 1219                | 0,55                     |
| Strona di Mosso  | 101,7             | 49                    | 2130                | 20,99                             | 1195                | 0,55                     |
| Marchiazza       | 118,4             | 67                    | 2380                | 20,14                             | 1058                | 0,6                      |
| Ostola           | 65,0              | 42                    | 1290                | 19,81                             | 1207                | 0,52                     |
| Rovasenda        | 148,9             | 73                    | 2940                | 19,74                             | 1130                | 0,55                     |
| Chiebbia         | 16,0              | 25                    | 300                 | 18,67                             | 1148                | 0,51                     |
| Quargnasca       | 47,9              | 29                    | 850                 | 17,71                             | 1126                | 0,5                      |
| Olobbia          | 36,7              | 35                    | 600                 | 16,38                             | 1072                | 0,48                     |

Mentre la portata media espressa in m³/s misura la quantità totale di acqua che esce mediamente dal bacino nell'unità di tempo, quella espressa in litri/s·km² misura invece l'acqua di scorrimento superficiale che viene prodotta da ogni km² dello stesso bacino idrografico, sempre nell'unità di tempo. Quest'ultimo dato è maggiore nei bacini montani (come ad es. quelli dell'Oropa o dello Strona di Postua) che in quelli collinari (es. Olobbia) per una serie di fattori tra i quali le maggiori pendenze del terreno che favoriscono il ruscellamento a scapito dell'infiltrazione dell'acqua nel terreno e le minori perdite per evapotraspirazione dovute alla vegetazione. Più o meno per le stesse ragioni anche i coefficienti di deflusso più elevati si trovano nelle aree montane le quali tra l'altro, in questa zona del Piemonte, dispongono di maggiori afflussi idrici annui (qui espressi in mm).

### Trasporto solido
Il trasporto solido è la capacità di un corso d'acqua di trasportare materiali solidi verso valle. Questo trasporto può avvenire con varie modalità tra le quali, nella situazione climatica del Biellese, predominano largamente la sospensione nell'acqua e il rotolamento/trascinamento nei pressi del fondo. Per giungere a una stima quantitativa del trasporto solido di un corso d'acqua è necessario conoscere sia la quantità di sedimenti mediamente prodotta dalla porzione montana del bacino del corso d'acqua stesso sia la capacità di trasporto solido dell'asta fluviale.
Il primo dato dipende dalle caratteristiche litologiche e tettoniche della zona considerata (erodibilità delle rocce, pendenza dei versanti, presenza di fratture strutturali etc.) nonché dal clima locale e, in particolare, dalla quantità e dal tipo di precipitazioni atmosferiche.
Per i bacini montani dell'Elvo e del Cervo, che nel complesso coprono una superficie di 426 km², le precipitazioni annue medie sono di 1.580 mm e la quantità di sedimento prodotta è stata stimata in 35.600 m³ annui, ovvero in 0,08 mm/anno di erosione specifica. Questo dato risulta piuttosto basso se viene confrontato il valore medio dell'erosione specifica nell'intero bacino montano del Po (28.440 km²), la quale viene stimata in 1,2 mm/anno. Anche la quantità di sedimenti che si origina dai bacini montani biellesi risulta evidentemente medio-bassa se confrontata con la loro superficie: a fronte di una estensione territoriale della zona considerata che rappresenta il 4,94% dell'area montana della Val Padana i sedimenti da essa prodotti sono solo il 3,21% del totale.
Per quanto riguarda invece la stima della capacità di trasporto solido delle aste fluviali occorre considerare, oltre che l'entità e la durata delle portate del corso d'acqua, anche le caratteristiche fisiche del suo alveo (pendenza, larghezza, scabrezza, tortuosità, granulometria dei materiali).
La tabella che segue fornisce una stima della capacità di trasporto solido annuale dei due principali torrenti biellesi e, per confronto, riporta gli stessi dati riferiti al Fiume Sesia.
| Corso d'acqua | Capacità di trasporto sul fondo (migliaia di m³/anno) | Capacità di trasporto in sospensione (migliaia di m³/anno) | Capacità di trasporto totale (migliaia di m³/anno) |
| ------------- | ----------------------------------------------------- | ---------------------------------------------------------- | -------------------------------------------------- |
| Cervo         | 9,0                                                   | 14,7                                                       | 23,7                                               |
| Elvo          | 6,0                                                   | 8,0                                                        | 14,0                                               |
| Sesia         | 44,9                                                  | 66,4                                                       | 111,3                                              |

Dal confronto tra la quantità di sedimenti prodotta da un bacino e la capacità di trasporto solido dell'asta fluviale si possono fare previsioni di massima sulla prevalenza del deposito dei materiali trasportati oppure dell'erosione, con il conseguente approfondimento dell'alveo, l'abbandono dei rami secondari e la diminuzione della fascia di divagazione del corso d'acqua. Dai dati disponibili sembra che la situazione complessiva dell'Elvo sia abbastanza vicina al punto di equilibrio e che invece lungo l'asta del Cervo l'erosione dell'alveo tenda a prevalere sul deposito.

## Usi dell'acqua

### Industriale e idroelettrico
In passato la disponibilità idrica ha favorito la concentrazione dell'industria tessile in prossimità dei torrenti biellesi.
Notevoli esempi di archeologia industriale, come gli stabilimenti di Biella situati nei pressi della confluenza tra Cervo e Oropa o la Fabbrica della Ruota in riva al Torrente Ponzone, rimangono a testimoniare questa fase storica.
I prelievi idrici per uso industriale sono tuttora numerosi, e tendono a concentrarsi nei tratti collinari e allo sbocco sulla pianura delle aste fluviali, come ad esempio nella media valle dello Strona di Mosso o in bassa Valle Cervo.
La discontinuità delle portate dei torrenti biellesi confina invece l'utilizzo idroelettrico delle loro acque a limitate aree montane come la Valsessera; le derivazioni sono in genere gestite da utenze private che usano l'energia prodotta per il funzionamento dei propri stabilimenti industriali.

### Irriguo
Per ovviare almeno in parte alla carenza idrica estiva sono state costruite, nella seconda metà del Novecento, alcune dighe che trattengono in una serie di laghi artificiali le acque delle precipitazioni primaverili. Queste vengono poi restituite gradualmente nel corso dell'estate permettendo l'irrigazione della sottostante area risicola.
Il principale gestore di questo tipo di servizio è il Consorzio di Bonifica della Baraggia (Ovest Sesia).

### Idropotabile
I due principali utilizzatori delle acque biellesi a scopo idropotabilie sono CORDAR spa Biella Servizi, la società che gestisce, tra l'altro, l'approvvigionamento idrico di Biella,
e Servizio Idrico Integrato S.p.a. (SII), che cura la gestione dei servizi idrici di vari comuni vercellesi e biellesi tra i quali Borgosesia. 
Ad essi si aggiungono altri due gestori dei servizi idrici integrati di importanza sovracomunale, CORDAR Valsesia spa e Comuni Riuniti spa. In alcuni comuni la presenza di questi gestori coesiste con quella di acquedotti di importanza locale gestiti direttamente dai cittadini del luogo; una decina di comuni sono per ora privi di un Servizio Idrico Integrato.
Mentre l'approvvigionamento idrico di CORDAR spa Biella Servizi si basa principalmente su sorgenti e pozzi una buona parte dell'acqua potabile immessa sulla rete da Servizio Idrico Integrato S.p.a. proviene invece da due laghi artificiali, il Lago delle Piane e quello dell'Ingagna.
Parte di quest'acqua non è però utilizzata direttamente da SII ma viene venduta a CORDAR spa Biella Servizi.
Sempre nell'ambito dell'utilizzo dell'acqua per il consumo umano sono da ricordare due importanti stabilimenti per la captazione e l'imbottigliamento di acqua minerale, entrambi situati sulle pendici meridionali della Colma di Mombarone.
Si tratta di Fonte Caudana, situato in comune di Donato e gestito dalla Alpe Guizza S.p.a. (un marchio di Acqua Minerale San Benedetto S.p.a.) e dell'Acqua Lauretana.
Questa seconda acqua minerale, che si qualifica come la più leggera d'Europa, viene invece captata e imbottigliata in comune di Graglia dalla Società Lauretana S.p.a..

### Altri usi
I torrenti che drenano l'area della Bessa sono noti, come del resto altri corsi d'acqua piemontesi come l'Orco, per la presenza di pagliuzze d'oro nella sabbia del letto. La ricerca dell'oro ebbe nell'antichità una notevolissima importanza economica e portò alla grandiosa opera di sfruttamento minerario messa in atto dagli antichi romani sull'altopiano della Bessa, i cui sedimenti auriferi venivano lavati grazie alla deviazione delle acque dei vicini torrenti Viona e Olobbia. Questi corsi d'acqua sono tuttora noti tra gli appassionati cercatori d'oro per la presenza di pagliuzze del metallo nei propri depositi alluvionali, tanto che nell'agosto del 2009 il comune di Zubiena ospitò i Campionati mondiali di ricerca dell'oro.
Le acque del Lago di Viverone e quelle del tratto montano di alcuni torrenti tra i quali il Cervo e il Sessera sono utilizzate durante l'estate per la balneazione.
I corsi d'acqua del Biellese non sono navigabili con imbarcazioni a motore; va però ricordata la presenza di una linea di trasporto pubblico lacustre sul Lago di Viverone. Nei periodi in cui la portata è sufficientemente elevata è invece possibile la discesa in canoa o rafting di alcuni torrenti tra i quali il Sessera, lo Strona di Postua e il Cervo.
Molti torrenti biellesi, anche di pianura, sono inoltre apprezzate zone di pesca.

## Stato ambientale
Il monitoraggio della qualità delle acque del Biellese si basa su una rete 24 stazioni di campionamento (nel 2006) gestite da ARPA-Piemonte.
Lo stato ambientale dei torrenti del Biellese è in genere soddisfacente nel tratto montano ma peggiora notevolmente nelle zone di collina più antropizzate a causa delle immissioni di origine civile e industriale.
L'impatto dei fattori inquinanti tende ad essere più grave in corsi d'acqua con portate ridotte e scarsa capacità auto-depurativa.
Anche in pianura, per la carenza di acqua dovuta al prelievo ad uso agricolo e la presenza di residui di fitofarmaci, lo stato ambientale dei torrenti biellesi resta in genere poco soddisfacente.
Sul complesso dei 24 punti rilevati nel 2006 4 si situavano nella classe 4 di S.A.C.A. (SCADENTE) ed uno solo nella 5 (PESSIMO). La situazione del Lago di Viverone è anch'essa piuttosto problematica soprattutto a causa del suo lento ricambio idrico.
Il lago è ritornato quasi completamente balneabile nel 2008 dopo vari anni durante i quali questo utilizzo era stato proibito a causa dell'inquinamento. La qualità delle acque rimane per ora piuttosto scadente anche se un progetto di bonifica in corso di attuazione potrebbe portare ad un graduale miglioramento qualitativo.
Il principale impianto di depurazione del Biellese è quello gestito da CORDAR spa Biella Servizi ed è situato nei pressi di Cossato in località Spolina.
Tale impianto ha una potenzialità di 520.000 abitanti equivalenti (a.e.); nessuno dei molti altri depuratori del Biellese supera invece la potenzialità di 100.000 a.e..